# (77441) Jouve
Pour les articles homonymes, voir Jouve.
(77441) Jouve est un astéroïde de la ceinture principale, découvert le 18 avril 2001 à l'observatoire de Saint-Véran. 
il fut nommé ainsi en hommage à Jacques Jouve , qui a fortement contribué aux aménagements de l’observatoire de Saint Véran « Paul  felenbok »  